# Златина
За едноименното село в Област Варна, вижте Златина (село)
Златина е българско женско име, със славянски произход. Основата на името е корена „злат“, от злато или златна. С името се дава пожелание да бъде „златна“, да бъде добродетелна. За сравнение – „златен човек“, „златен късмет“ и др.

## Производни на кореназлатженски имена
- Злата, Златка, Златна, Златина, Златиана.
- Златомира, Златислава, Златозара.

## Производни на кореназлатмъжки имена
- Злат, Златан, Злати, Златин, Златия, Златко, Златьо.
- Златомир, Златислав, Златозар.

## Производни на кореназлатбългарски фамилни имена
Златев, Златанов, Златков, Златинов.

## Личности носещи името
- проф. Златина Делирадева (р.1942), български хоров диригент
- Златина Тодева (1929 – 2007), българска актриса